# Vat'ëgan
Il Vat'ëgan (in russo Вать-Еган?) è un fiume della Russia siberiana occidentale, affluente di destra dell'Agan (bacino idrografico dell'Ob'). Scorre nei rajon Nižnevartovskij e Surgutskij del Circondario autonomo degli Chanty-Mansi-Jugra.
Il fiume ha origine negli Uvali siberiani in una zona paludosa ricca di laghi. Scorre in direzione meridionale e sfocia nell'Agan a 141 km dalla foce. La lunghezza del fiume è di 296 km, il bacino imbrifero è di 7 340 km². I maggiori affluenti sono Ajkaëgan (lungo 183 km) e Kotuchta (105 km), provenienti dalla destra idrografica. 
Nella parte centrale del fiume, c'è il villaggio di Povchovskij. Importanti giacimenti petroliferi si trovano nel bacino del fiume.